# آرثر هينا
آرثر هينا (بالألمانية: Arthur Heina)‏ (22 فبراير 1915 – 27 فبراير 1986) هو سبّاح ألماني راحل، مثّل بلاده في الألعاب الأولمبية الصيفية 1936.

## روابط خارجية
آرثر هينا على موقع الاتحاد الدولي للسباحة (الإنجليزية)
- آرثر هينا على موقع أوليمبيديا (الإنجليزية)